# Paul Magheru
Paul Magheru (n. 9 august 1939, Derna, România) este un politician român, deputat în Parlamentul României în legislaturile 2000-2004 și 2004-2008, ales pe listele PRM.
În legislatura 2000-2004, Paul Magheru a fost membru în grupurile parlamentare de prietenie cu Republica Cehă, Republica Slovacă și Republica Letonia. În legislatura 2004-2008, Paul Magheru a fost membru în grupurile parlamentare de prietenie cu Republica Slovacă și Austria. 
Paul Magheru este doctor în filologie și profesor universitar la Universitatea din Oradea.  Paul Magheru a fost profesor de literatură și comparată.